# Isocarpha
Isocarpha là một chi thực vật có hoa trong họ Cúc (Asteraceae).

## Loài
Chi Isocarpha gồm các loài: